# Cantone di Vicdessos
Il Cantone di Vicdessos era una divisione amministrativa dell'arrondissement di Foix.
A seguito della riforma approvata con decreto del 18 febbraio 2014, che ha avuto attuazione dopo le elezioni dipartimentali del 2015, è stato soppresso.

## Composizione
Comprendeva i comuni di:
- Auzat
- Gestiès
- Goulier
- Illier-et-Laramade
- Lercoul
- Orus
- Sem
- Siguer
- Suc-et-Sentenac
- Vicdessos